# Рей Юрі
Реймонд Кларенс Юрі  (англ. Raymond Clarence Ewry, 14 жовтня 1873 — 1 жовтня 1937) — американський легкоатлет, десятиразовий олімпійський чемпіон у стрибках (восьмиразовий без врахування Проміжних олімпійських ігор 1906 року в Афінах) олімпійський чемпіон.

## Виступи на Олімпіадах
| Олімпіада      | Дисципліна                | Місце |
| -------------- | ------------------------- | ----- |
| Париж 1900     | стрибки у висоту з місця  | 1     |
| Париж 1900     | стрибки у висоту з місця  | 1     |
| Париж 1900     | потрійний стрибок з місця | 1     |
| Сент-Луїс 1904 | стрибки у висоту з місця  | 1     |
| Сент-Луїс 1904 | стрибки у довжину з місця | 1     |
| Сент-Луїс 1904 | потрійний стрибок з місця | 1     |
| Афіни 1906     | стрибки у висоту з місця  | 1     |
| Афіни 1906     | стрибки у довжину з місця | 1     |
| Лондон 1908    | стрибки у довжину з місця | 1     |
| Лондон 1908    | стрибки у висоту з місця  | 1     |